# Andrena miranda
Andrena miranda là một loài Hymenoptera trong họ Andrenidae. Loài này được Smith mô tả khoa học năm 1879.

## Hình ảnh

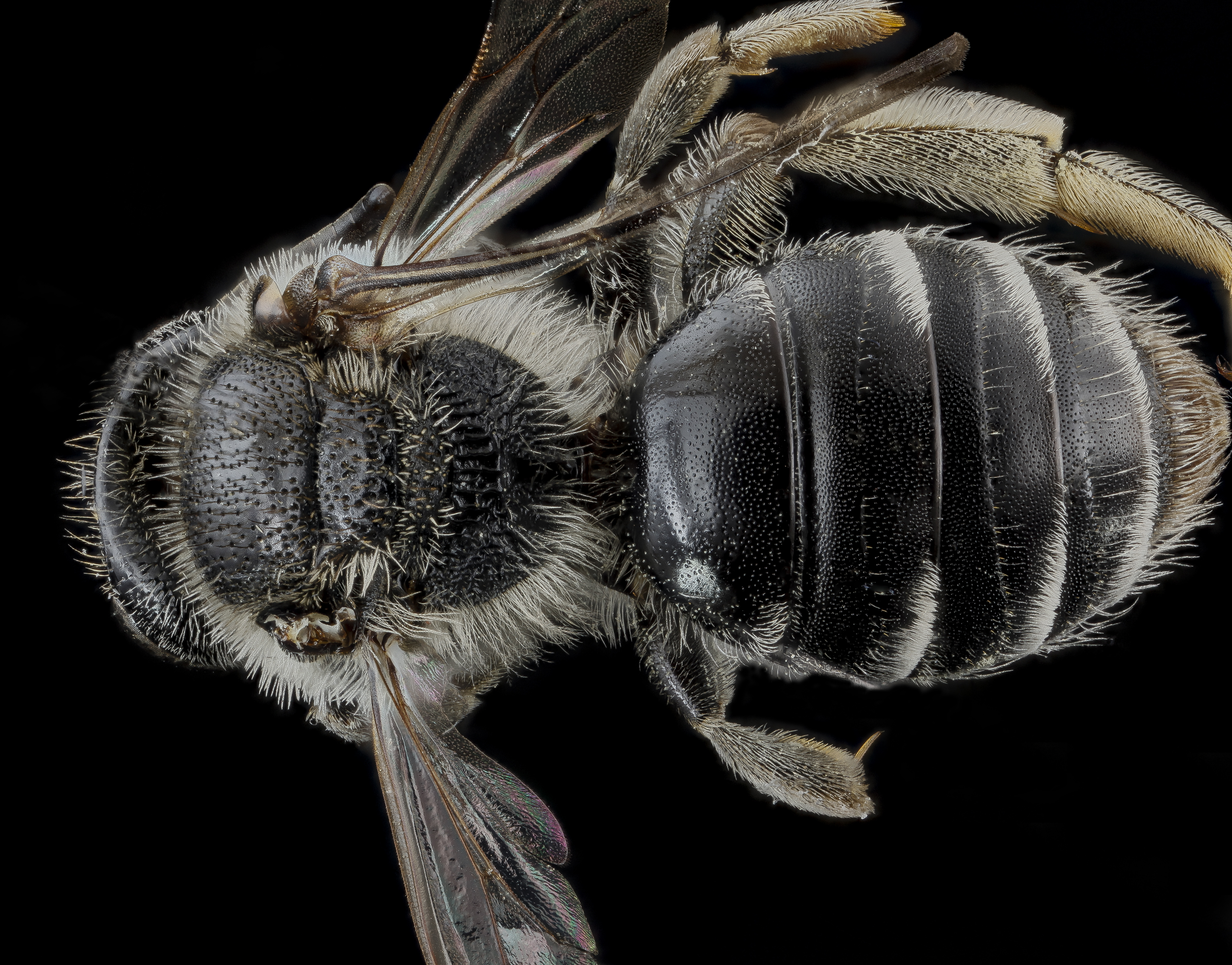
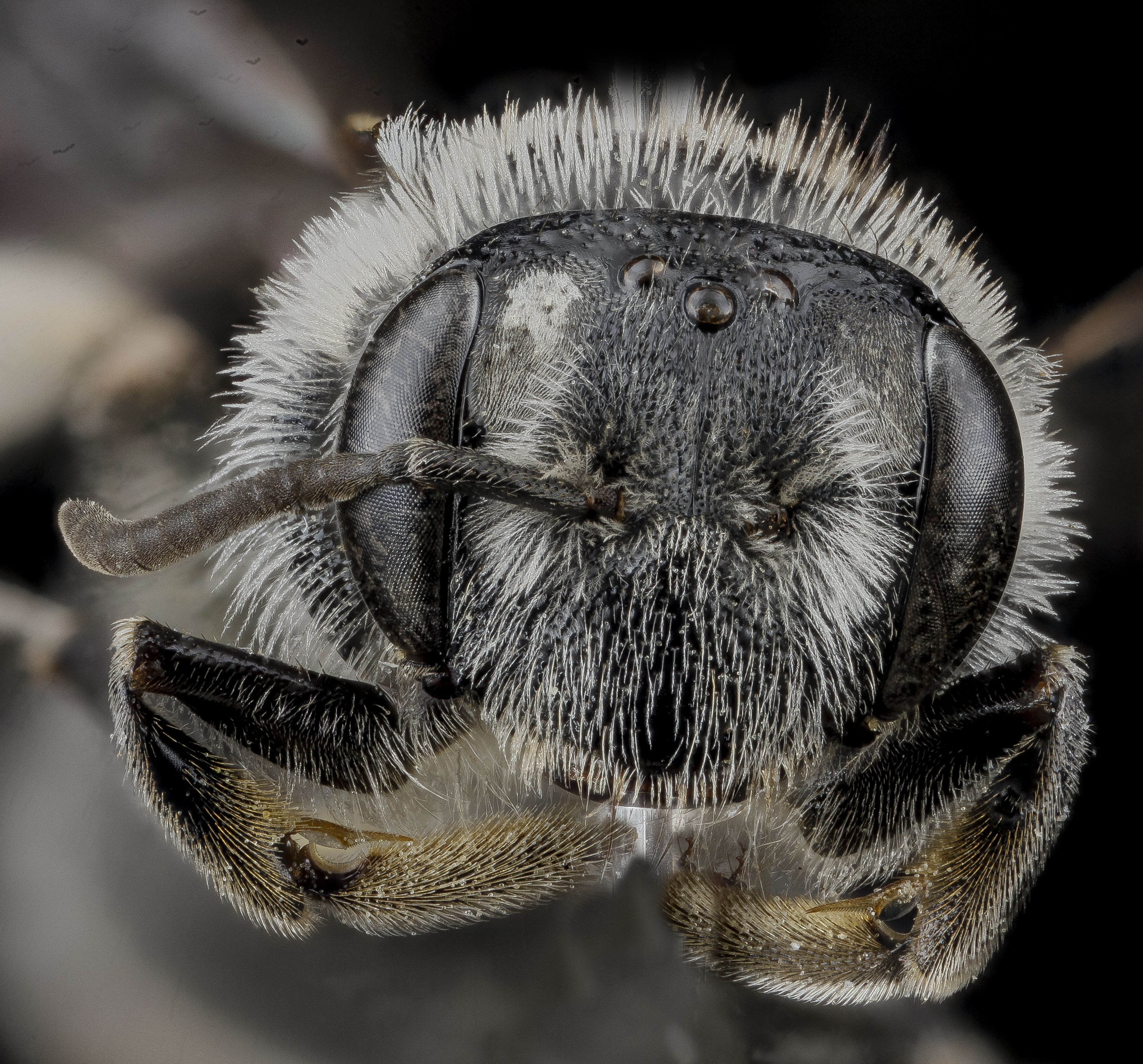